# SN 1941B
SN 1941B – supernowa odkryta 28 marca 1941 roku w galaktyce NGC 3254. W momencie odkrycia miała jasność 15,10m.